# Herb Walii

Stara wersja herbu

Herb Walii przyjęty w maju 2008 r. Tło w tarczy czterodzielnej w krzyż, złotej i czerwonej, cztery lwy patrzące, barwy przemiennej, z uzbrojeniem i językami błękitnymi. Tarczę zwieńczoną koroną księcia Walii, otacza wstęga z pierwszymi słowami walijskiego hymnu Pleidiol Wyf I'm Gwlad (wal. jestem wierny mojej ojczyźnie) oraz godła heraldyczne Anglii – róża, Walii – por, Irlandii – koniczyna i Szkocji – oset.
Przyjęty herb, stosowany już od 1911 jako herb księcia Walii, jest przywróceniem tradycyjnego herbu królestwa Gwynedd, używanego później jako herb Walii, według tradycji przyjętego przez Iorwerth Drwyndwn ojca władcy Walii Llywelyna ab Iorwertha. Poprzednio używany herb księstwa Walii, znajdujący odzwierciedlenie w używanej aktualnie fladze, to w tarczy dwudzielnej w pas srebrnej i zielonej, czerwony smok kroczący, ze skrzydłami wzniesionymi. Herb ten używany od czasów Henryka VII, wiązany jest z jednym z przedheraldycznych symboli walijskich. Kolory dawnego herbu i flagi nawiązują do barw pora, roślinnego godła Walii (biel i zieleń) oraz do barw herbowych Tudorów (czerwień i biel).